# István Vincze (Hornist)

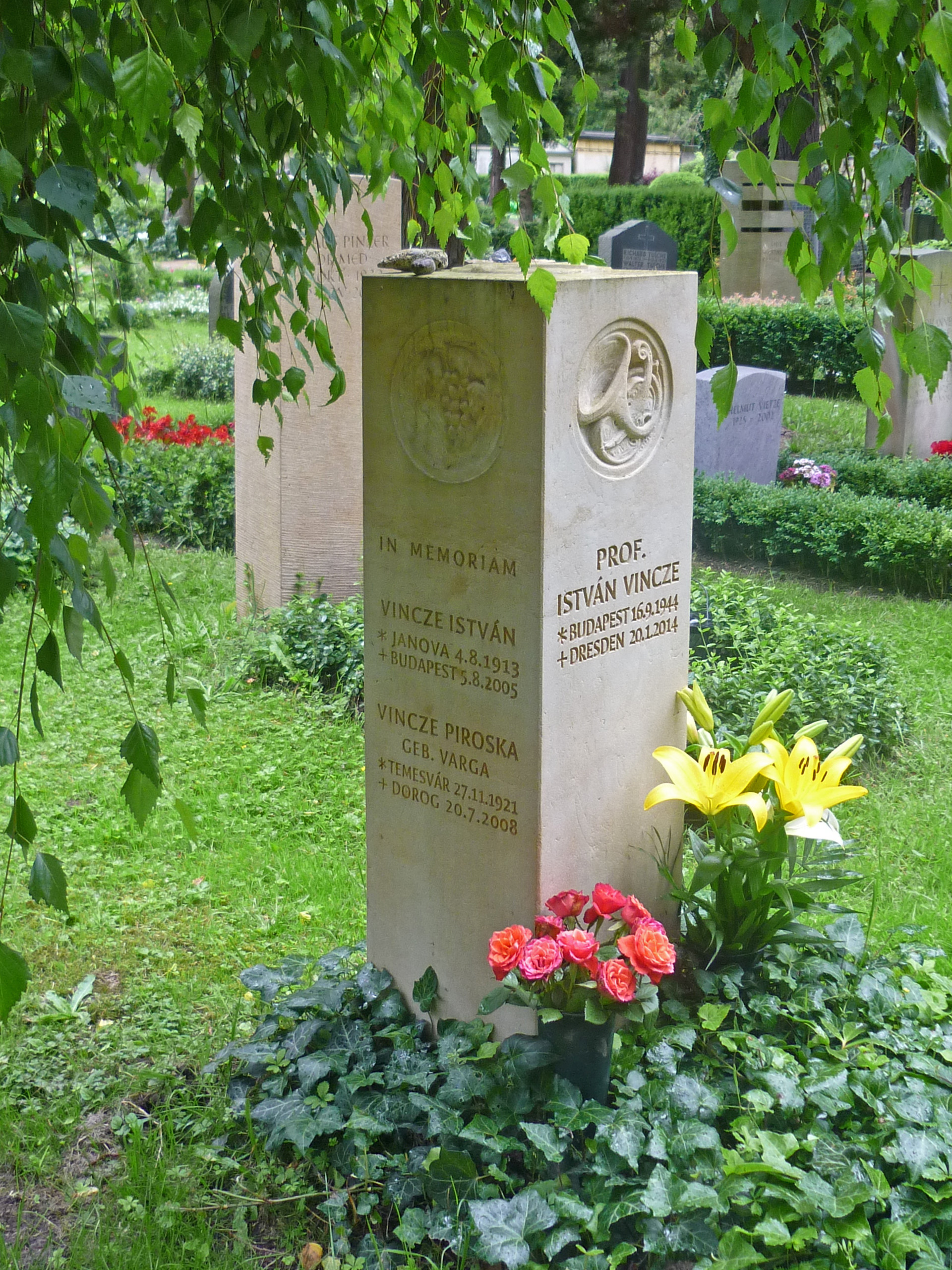
Grab von István Vincze auf dem Loschwitzer Friedhof

István Vincze (* 16. September 1944 in Soroksár; † 20. Januar 2014 in Dresden) war ein  ungarisch-deutscher Hornist.

## Werdegang
Vincze absolvierte ein Studium an der Musikakademie Budapest „Liszt Ferenc“ und an der
Hochschule für Musik Weimar. Von 1955 bis 1968 musizierte er im St. Stephan Orchester Budapest (I. István Király gimnázium szinfonikus zenekara). 1969–71 bekam er ein Erstes Engagement als Hornist der Ungarischen Nationalphilharmonie. Als Solohornist spielte Vincze von 1971 bis 1973 bei der Jenaer Philharmonie, von 1973 bis 1976 bei der Staatskapelle Weimar und von 1976 bis 2010 bei der Sächsischen Staatskapelle Dresden. Darauf folgte 2010 im Rentenalter ein Zeitvertrag bei der Staatsoperette Dresden.
Vincze war zudem drei Jahrzehnte in der Nachwuchsausbildung tätig. Seit 1993 war er Honorarprofessor an der Hochschule für Musik Carl Maria von Weber in Dresden.